# Выборы в Пензенской области
На этой странице представлена информация о выборах в органы государственной власти Пензенской области, в органы местного самоуправления на территории Пензенской области, а также о проведении на территории Пензенской области выборов Президента России, выборов депутатов Государственной думы и всероссийских референдумов (голосований).

## Всероссийские голосования

### Референдум по Конституции России (1993)[1]
|                                      | по Пензенской области | по Пензенской области | по всей России | по всей России |
| ------------------------------------ | --------------------- | --------------------- | -------------- | -------------- |
| Число зарегистрированных избирателей | 1 152 399             |                       | 106 170 835    |                |
| Выданные бюллетени (явка)            | 742 617               | 64,4 %                | 58 187 755     | 54,8 %         |
| Бюллетени в ящиках                   | 739 011               |                       | 57 726 872     |                |
| Недействительные бюллетени           | 13 496                |                       | 1 357 909      |                |
| Действительные бюллетени             | 725 515               |                       | 56 368 963     |                |
| Голоса "За"                          | 289550                | 39,9 %                | 32 937 630     | 58,4 %         |
| Голоса "Против                       | 435965                | 60,1 %                | 23 431 333     | 41,6 %         |

### Голосование по поправкам в Конституцию России (2020)[2]
|                                      | по Пензенской области | по Пензенской области | в т.ч. по городу Пензе | в т.ч. по городу Пензе | по всей России | по всей России |
| ------------------------------------ | --------------------- | --------------------- | ---------------------- | ---------------------- | -------------- | -------------- |
| Число зарегистрированных избирателей | 1 048 681             | 76,5 %                | 406 321                |                        | 109 190 337    |                |
| Выданные бюллетени (явка)            | 801 829               |                       | 269 314                | 66,3 %                 | 74 215 555     | 68,0 %         |
| Бюллетени в ящиках                   | 801 474               |                       | 269 097                |                        | 74 114 217     |                |
| Недействительные бюллетени           | 3 642                 |                       | 1 486                  |                        | 604 951        |                |
| Действительные бюллетени             | 797 832               |                       | 267 611                |                        | 73 509 266     |                |
| Голоса "За"                          | 683 244               | 85,3 %                | 221 397                | 82,3 %                 | 57 747 288     | 77,9 %         |
| Голоса "Против                       | 114 588               | 14,3 %                | 46 214                 | 17,2 %                 | 15 761 978     | 21,3 %         |

## Выборы Президента России

### 2012 год[4]
|                                      | по Пензенской области | по Пензенской области | в т.ч. по городу Пензе | в т.ч. по городу Пензе | по всей России | по всей России |
| ------------------------------------ | --------------------- | --------------------- | ---------------------- | ---------------------- | -------------- | -------------- |
| Число зарегистрированных избирателей | 1 123 840             |                       | 421 983                |                        | 109 860 331    |                |
| Выданные бюллетени (явка)            | 765 721               | 68,1 %                | 262 272                | 62,2 %                 | 71 780 800     | 65,3 %         |
| Бюллетени в ящиках                   | 765 541               |                       | 262 165                |                        | 71 701 665     |                |
| Недействительные бюллетени           | 9 688                 |                       | 3 078                  |                        | 836 691        |                |
| Действительные бюллетени             | 755 853               |                       | 259 087                |                        | 70 864 974     |                |
| В.В.Путин                            | 492 031               | 64,3 %                | 141 612                | 54,0 %                 | 45 602 075     | 63,6 %         |
| Г.А.Зюганов                          | 150 786               | 19,7 %                | 63 503                 | 24,2 %                 | 12 318 353     | 17,2 %         |
| М.Д.Прохоров                         | 39 908                | 5,2 %                 | 22 498                 | 8,6 %                  | 5 722 508      | 8,0 %          |
| В.В.Жириновский                      | 48 915                | 6,4 %                 | 19 979                 | 7,6 %                  | 4 458 103      | 6,2 %          |
| С.М.Миронов                          | 24 213                | 3,2 %                 | 11 495                 | 4,4 %                  | 2 763 935      | 3,9 %          |

### 2018 год[6]
|                                      | по Пензенской области | по Пензенской области | в т.ч. по городу Пензе | в т.ч. по городу Пензе | по всей России | по всей России |
| ------------------------------------ | --------------------- | --------------------- | ---------------------- | ---------------------- | -------------- | -------------- |
| Число зарегистрированных избирателей | 1061806               |                       | 412 127                |                        | 109 001 306    |                |
| Выданные бюллетени (явка)            | 783041                | 73,7 %                | 267 661                | 64,9 %                 | 73 624 100     | 67,5 %         |
| Бюллетени в ящиках                   | 782638                |                       | 267 567                |                        | 73 573 516     |                |
| Недействительные бюллетени           | 6740                  |                       | 2 899                  |                        | 791 217        |                |
| Действительные бюллетени             | 775898                |                       | 264 668                |                        | 72 782 299     |                |
| В.В.Путин                            | 625928                | 80,0 %                | 200 314                | 74,9 %                 | 56 426 399     | 76,7 %         |
| П.Н.Грудинин                         | 78135                 | 10,0 %                | 31 410                 | 11,7 %                 | 8 658 732      | 11,8 %         |
| В.В.Жириновский                      | 43823                 | 5,6 %                 | 17 802                 | 6,6 %                  | 4 154 638      | 5,7 %          |
| К.А.Собчак                           | 9048                  | 1,2 %                 | 5 317                  | 2,0 %                  | 1 237 921      | 1,7 %          |
| Г.А.Явлинский                        | 4697                  | 0,6 %                 | 3 015                  | 1,1 %                  | 769 588        | 1,1 %          |
| Б.Ю.Титов                            | 4037                  | 0,5 %                 | 2 172                  | 0,8 %                  | 556 751        | 0,8 %          |
| М.А.Сурайкин                         | 5614                  | 0,7 %                 | 2 465                  | 0,9 %                  | 499 287        | 0,7 %          |
| С.Н.Бабурин                          | 4616                  | 0,6 %                 | 2 173                  | 0,8 %                  | 478 983        | 0,7 %          |

## Выборы в Государственную думу

### 2011 год[8]
Голосование проводилось только по партийным спискам.
|                                      | по Пензенской области | по Пензенской области | в т.ч. по городу Пензе | в т.ч. по городу Пензе | по всей России | по всей России |
| ------------------------------------ | --------------------- | --------------------- | ---------------------- | ---------------------- | -------------- | -------------- |
| Число зарегистрированных избирателей | 1 124 870             |                       | 419 291                |                        | 109 229 337    |                |
| Выданные бюллетени (явка)            | 730 197               | 64,9 %                | 239 583                | 57,1 %                 | 65 766 594     | 60,2 %         |
| Бюллетени в ящиках                   | 729 740               |                       | 239 231                |                        | 65 648 690     |                |
| Недействительные бюллетени           | 13 694                |                       | 3 443                  |                        | 1 033 438      |                |
| Действительные бюллетени             | 716 046               |                       | 235 788                |                        | 64 615 252     |                |
| «Единая Россия»                      | 410 858               | 56,3 %                | 102 385                | 42,8 %                 | 32 371 737     | 49,3 %         |
| КПРФ                                 | 144 705               | 19,8 %                | 62 516                 | 26,1 %                 | 12 599 420     | 19,2 %         |
| «Справедливая Россия»                | 63 168                | 8,7 %                 | 27 267                 | 11,4 %                 | 8 695 458      | 13,3 %         |
| ЛДПР                                 | 73 885                | 10,1 %                | 30 715                 | 12,8 %                 | 7 664 516      | 11,7 %         |
| «Яблоко»                             | 15 392                | 2,1 %                 | 9 390                  | 3,9 %                  | 2 252 327      | 3,4 %          |
| «Патриоты России»                    | 5 126                 | 0,7 %                 | 2 185                  | 0,9 %                  | 639 067        | 1,0 %          |
| «Правое дело»                        | 2 912                 | 0,4 %                 | 1 330                  | 0,6 %                  | 392 727        | 0,6 %          |

###### Депутаты, избранные по партийным спискам в составе региональных групп, включающих Пензенскую область[10]
| Партия          | Региональная группа                  | Количество мандатов | Избранные депутаты |
| --------------- | ------------------------------------ | ------------------- | --- |
| «Единая Россия» | № 60: Пензенская область             | 3                   | Руденский, Игорь Николаевич Белозерцев, Иван Александрович - отказ от мандата Макаров, Николай Иванович Есяков, Сергей Яковлевич - получил мандат вследствие отказа И.А.Белозерцева |
| КПРФ            | № 55: Пензенская, Тамбовская области | 2                   | Плетнева, Тамара Васильевна Симагин, Владимир Александрович |

### 2016 год

#### Голосование по одномандатным округам
Федеральным законом от 3 ноября 2015 г. N 300-ФЗ  на территории Пензенской области было образовано два одномандатных округа:
- № 146 "Пензенский": Ленинский и Первомайский районы города Пензы; город Кузнецк, районы Городищенский, Камешкирский, Колышлейский, Кузнецкий, Лопатинский, Лунинский, Малосердобинский, Неверкинский, Никольский, Пензенский, Сердобский, Сосновоборский, Шемышейский.
- № 147 "Лермонтовский": Железнодорожный и Октябрьский районы города Пензы; город Заречный, районы Башмаковский, Бековский, Белинский, Бессоновский, Вадинский, Земетчинский, Иссинский, Каменский, Мокшанский, Наровчатский, Нижнеломовский, Пачелмский, Спасский, Тамалинский.

Результаты по округу № 146:
| кандидат                      | партия              | результат | результат | результат |
| кандидат                      | партия              | голоса    | в %       | место     |
| ----------------------------- | ------------------- | --------- | --------- | --------- |
| Есяков, Сергей Яковлевич      | Единая Россия       | 205575    | 64,0 %    | 1         |
| Камнев, Георгий Петрович      | КПРФ                | 42990     | 13,4 %    | 2         |
| Коломыцева Людмила Викторовна | Справедливая Россия | 26443     | 8,2 %     | 3         |
| Куликов Павел Владимирович    | ЛДПР                | 18580     | 5,8 %     | 4         |
| Никифоров Андрей Васильевич   | Коммунисты России   | 6172      | 1,9 %     | 5         |
| Алексютин Анатолий Васильевич | Зелёные             | 6069      | 1,9 %     | 6         |
| Пакаев Алексей Фёдорович      | Родина              | 4035      | 1,3 %     | 7         |
| Коробов Сергей Александрович  | Патриоты России     | 3655      | 1,1 %     | 8         |
|                               |                     | 7848      |           |           |

Результаты по округу № 147:
| кандидат                          | партия              | результат | результат | результат |
| кандидат                          | партия              | голоса    | в %       | место     |
| --------------------------------- | ------------------- | --------- | --------- | --------- |
| Левин, Леонид Леонидович          | Справедливая Россия | 208466    | 61,8 %    | 1         |
| Филяев Дмитрий Олегович           | КПРФ                | 41214     | 12,2 %    | 2         |
| Васильев Александр Евгеньевич     | ЛДПР                | 35290     | 10,5 %    | 3         |
| Добровольская Виктория Дмитриевна | Коммунисты России   | 20185     | 6,0 %     | 4         |
| Мамонов Андрей Викторович         | Родина              | 8712      | 2,6 %     | 5         |
| Гайнуллин Дмитрий Фаридович       | Партия Роста        | 7906      | 2,3 %     | 6         |
| Мельниченко Василий Александрович | Зелёные             | 5057      | 1,5 %     | 7         |
|                                   |                     | 10224     |           |           |

Избранный депутатом Леонид Левин сложил полномочия в 2020 году. Довыборы по округу № 147 состоятся 13 сентября 2020 года.

#### Голосование по партийным спискам[12]
|                                      | по округу № 146 | по округу № 146 | по округу № 147 | по округу № 147 | всего по Пензенской области | всего по Пензенской области | в т.ч. по городу Пензе | в т.ч. по городу Пензе | по всей России | по всей России |
| ------------------------------------ | --------------- | --------------- | --------------- | --------------- | --------------------------- | --------------------------- | ---------------------- | ---------------------- | -------------- | -------------- |
| Число зарегистрированных избирателей | 535611          |                 | 562226          |                 | 1097837                     |                             | 414 619                |                        | 110 061 200    |                |
| Выданные бюллетени (явка)            | 325339          | 60,7 %          | 340232          | 60,5%           | 665571                      | 60,6%                       | 188 704                | 45,5 %                 | 52 700 992     | 47,9 %         |
| Бюллетени в ящиках                   | 325064          |                 | 339835          |                 | 664899                      |                             | 188 215                |                        | 52 631 849     |                |
| Недействительные бюллетени           | 4790            |                 | 4707            |                 | 9497                        |                             | 3 415                  |                        | 982 596        |                |
| Действительные бюллетени             | 320274          |                 | 335128          |                 | 655402                      |                             | 184 800                |                        | 51649253       |                |
| «Единая Россия»                      | 214744          | 66,1 %          | 212539          | 62,5%           | 427283                      | 64,3%                       | 85 601                 | 45,5 %                 | 28 527 828     | 54,2 %         |
| КПРФ                                 | 40646           | 12,5 %          | 42313           | 12,5%           | 82959                       | 12,5%                       | 33 726                 | 17,9 %                 | 7 019 752      | 13,3 %         |
| ЛДПР                                 | 29315           | 9,0 %           | 37284           | 11,0%           | 66599                       | 10,0%                       | 25 799                 | 13,7 %                 | 6 917 063      | 13,1 %         |
| «Справедливая Россия»                | 13295           | 4,1 %           | 16253           | 4,8%            | 29548                       | 4,4%                        | 16 956                 | 9,0 %                  | 3 275 053      | 6,2 %          |
| «Коммунисты России»                  | 6722            | 2,1 %           | 7365            | 2,2%            | 14087                       | 2,1%                        | 5 081                  | 2,7 %                  | 1 192 595      | 2,3 %          |
| «Яблоко»                             | 3112            | 1,0 %           | 3766            | 1,1%            | 6878                        | 1,0%                        | 4 384                  | 2,3 %                  | 1 051 335      | 2,0 %          |
| «Партия пенсионеров»                 | 3961            | 1,2 %           | 5180            | 1,5%            | 9141                        | 1,4%                        | 3 706                  | 2,0 %                  | 910 848        | 1,7 %          |
| «Родина»                             | 2713            | 0,8 %           | 3187            | 0,9%            | 5900                        | 0,9%                        | 2 901                  | 1,5 %                  | 792 226        | 1,5 %          |
| «Партия Роста»                       | 1650            | 0,5 %           | 2175            | 0,6%            | 3825                        | 0,6%                        | 2 172                  | 1,2 %                  | 679 030        | 1,3 %          |
| «Зелёные»                            | 1407            | 0,4 %           | 1743            | 0,5%            | 3150                        | 0,5%                        | 1 524                  | 0,8 %                  | 399 429        | 0,8 %          |
| «ПАРНАС»                             | 1377            | 0,4 %           | 1728            | 0,5%            | 3105                        | 0,5%                        | 1 777                  | 0,9 %                  | 384 675        | 0,7 %          |
| «Патриоты России»                    | 786             | 0,2 %           | 807             | 0,2%            | 1593                        | 0,2%                        | 719                    | 0,4 %                  | 310 015        | 0,6 %          |
| «Гражданская платформа»              | 355             | 0,1 %           | 460             | 0,1%            | 815                         | 0,1%                        | 260                    | 0,1 %                  | 115 433        | 0,2 %          |
| «Гражданская сила»                   | 191             | 0,1 %           | 328             | 0,1%            | 519                         | 0,1%                        | 194                    | 0,1 %                  | 73 971         | 0,1 %          |

#### Депутаты, избранные по партийным спискам в составе региональных групп, включающих Пензенскую область
| Партия          | Региональная группа                                              | Количество мандатов | Избранные депутаты |
| --------------- | ---------------------------------------------------------------- | ------------------- | --- |
| «Единая Россия» | № 15: Волгоградская, Пензенская, Саратовская, Тамбовская области | 9                   | Володин, Вячеслав Викторович Москвичев, Евгений Сергеевич Баталина, Ольга Юрьевна (сложила полномочия 4 марта 2020 года) ⇨ мандат передан в региональную группу № 5 Хор, Глеб Яковлевич Кузнецова, Анна Юрьевна — отказ от мандата Фролова, Тамара Ивановна Черняева, Нина Алексеевна Фирюлин, Иван Иванович Петров, Анатолий Ильич Носов, Александр Алексеевич Касаева, Татьяна Викторовна — получила мандат вследствие отказа А. Ю. Кузнецовой |
| КПРФ            | № 26: Липецкая, Пензенская, Тамбовская области                   | 1                   | Плетнёва, Тамара Васильевна |

### Довыборы 2020 года
22 января 2020 года избранный по Лермонтовскому избирательному округу № 147 депутат Государственной думы Леонид Левин был назначен заместителем руководителя Аппарата Правительства Российской Федерации, в результате чего депутатский мандат по округу № 147 оказался вакантным. Дополнительные выборы по округу состоятся 13 сентября 2020 года.
Как и на выборах 2016 года, по округу не выдвигается кандидат от «Единой России». Примечательно выдвижение от «Справедливой России» уроженца Пензы космонавта Александра Самокутяева.
| Кандидат | Кандидат                         | Возраст              | Информация | Кем выдвинут          | Статус           |
| -------- | -------------------------------- | -------------------- | --- | --------------------- | ---------------- |
|          | Ворожцов, Евгений Владимирович   | 42 года (26.04.1978) | Адвокат Межреспубликанской коллегии адвокатов (Москва). | Партия пенсионеров    | зарегистрирован  |
|          | Метальников, Кирилл Сергеевич    | 27 лет (29.05.1993)  | Генеральный директор ООО «Меридиан» (Пенза). В 2019 году баллотировался в Пензенскую городскую думу от ЛДПР.                                                        | Гражданская платформа | зарегистрирован  |
|          | Самокутяев, Александр Михайлович | 50 лет (13.03.1970)  | Заместитель командира отряда космонавтов Центра подготовки космонавтов имени Ю. А. Гагарина. Летчик-космонавт, герой России.                                        | Справедливая Россия   | зарегистрирован  |
|          | Сердовинцев, Вадим Юрьевич       | 43 года (27.05.1977) | Генеральный директор ООО «Перуново колесо» (г. Нижний Ломов). В 2019 году баллотировался в Пензенскую городскую думу, занял последнее место в одномандатном округе. | ЛДПР                  | зарегистрирован  |
|          | Трутнев, Александр Васильевич    | 51 год (20.07.1969)  | Коммерческий директор ООО ТП «Снежок» (Пенза). Депутат Пензенской городской думы, на выборах 2019 г. с большим перевесом выиграл в одномандатном округе.            | КПРФ                  | зарегистрирован  |
|          | Хугаева, Фатима Вазноевна        | 41 год (15.02.1979)  | Пенсионерка. Активистка московского отделения партии. В 2019 году выдвигалась на выборах в Московскую городскую думу, но не прошла регистрацию.                     | Коммунисты России     | зарегистрирована |

| Явка избирателей                                   | Явка избирателей                 | Явка избирателей      | Явка избирателей | Явка избирателей |
| -------------------------------------------------- | -------------------------------- | --------------------- | ---------------- | ---------------- |
| Число избирателей, включённых в список избирателей |                                  |                       |                  |                  |
| Выдано бюллетеней (явка)                           |                                  |                       |                  |                  |
| Бюллетеней в ящиках                                |                                  |                       |                  |                  |
| Недействительных бюллетеней                        |                                  |                       |                  |                  |
| Действительных бюллетеней                          |                                  |                       |                  |                  |
| Распределение голосов                              |                                  |                       |                  |                  |
| Кандидаты                                          | Кандидаты                        | Партия                | Результат        | Результат        |
|                                                    | Ворожцов, Евгений Владимирович   | Партия пенсионеров    |                  |                  |
|                                                    | Метальников, Кирилл Сергеевич    | Гражданская платформа |                  |                  |
|                                                    | Самокутяев, Александр Михайлович | Справедливая Россия   |                  |                  |
|                                                    | Сердовинцев, Вадим Юрьевич       | ЛДПР                  |                  |                  |
|                                                    | Трутнев, Александр Васильевич    | КПРФ                  |                  |                  |
|                                                    | Хугаева, Фатима Вазноевна        | Коммунисты России     |                  |                  |

## Выборы губернатора Пензенской области

### До 1993 года
С 1991 по 1993 год главой администрации Пензенской области был Александр Кондратьев, назначенный на эту должность указом Президента России.

### 1993 год
| Место                       | Место                       | Кандидат                    | Информация                                                                                                | Голосов   | %       |
| --------------------------- | --------------------------- | --------------------------- | --- | --------- | ------- |
|                             | 1.                          | Анатолий Ковлягин           | Народный депутат России, бывший глава Пензенского облисполкома и второй секретарь Пензенского обкома КПСС | 505 490   | 71,97 % |
|                             | 2.                          | Михаил Дурасов              | Народный депутат России                                                                                   | 47 628    | 6,68 %  |
|                             | 3.                          | Виктор Лазуткин             | первый заместитель главы администрации Пензенской области                                                 | 26 552    | 3,72 %  |
|                             | 4.                          | Александр Кондратьев        | действующий глава администрации Пензенской области                                                        | 18 234    | 2,56 %  |
|                             | 5.                          | Владимир Черных             | фермер | 14 949    | 2,09 %  |
|                             | 6.                          | Вячеслав Титов              | заместитель главы администрации Пензенской области                                                        | 14 746    | 2,07 %  |
|                             | 7.                          | Владимир Диденко            | председатель областного комитета имущества Пензенской области                                             | 11 350    | 1,59 %  |
|                             | 8.                          | Анатолий Есин               | директор завода                                                                                           | 9 429     | 1,32 %  |
|                             | 9.                          | Владимир Христофоров        | глава Первомайского района г. Пензы                                                                       | 3 572     | 0,50 %  |
| Против всех кандидатов      | Против всех кандидатов      | Против всех кандидатов      | Против всех кандидатов                                                                                    | 36 401    |         |
| Недействительных бюллетеней | Недействительных бюллетеней | Недействительных бюллетеней | Недействительных бюллетеней                                                                               | 23 857    |         |
| Всего                       | Всего                       | Всего                       | Всего | 712 208   | 100 %   |
|                             |                             |                             | |           |         |
| Действительных бюллетеней   | Действительных бюллетеней   | Действительных бюллетеней   | Действительных бюллетеней                                                                                 | 688 351   | 96,65 % |
| Бюллетеней в ящиках         | Бюллетеней в ящиках         | Бюллетеней в ящиках         | Бюллетеней в ящиках                                                                                       | 712 208   |         |
| Явка                        | Явка                        | Явка                        | Явка | 713 397   | 62,12 % |
| Общее число избирателей     | Общее число избирателей     | Общее число избирателей     | Общее число избирателей                                                                                   | 1 148 294 |         |

### 1998 год
| Место                       | Место                       | Кандидат                    | Информация                                        | Голосов   | %       |
| --------------------------- | --------------------------- | --------------------------- | ------------------------------------------------- | --------- | ------- |
|                             | 1.                          | Василий Бочкарев            | глава администрации Железнодорожного района Пензы | 349 834   | 61,34 % |
|                             | 2.                          | Юрий Лыжин                  | депутат Государственной думы (КПРФ)               | 93 857    | 16,46 % |
|                             | 3.                          | Анатолий Ковлягин           | действующий глава администрации                   | 74 657    | 13,09 % |
|                             | 4.                          | Александр Калашников        |                                                   | 30 324    | 5,32 %  |
|                             | 5.                          | Геннадий Евстифеев          |                                                   | 4 873     | 0,85 %  |
| Против всех кандидатов      | Против всех кандидатов      | Против всех кандидатов      | Против всех кандидатов                            | 16 790    | 2,94 %  |
| Недействительных бюллетеней | Недействительных бюллетеней | Недействительных бюллетеней | Недействительных бюллетеней                       | 17 320    | 2,95 %  |
| Всего                       | Всего                       | Всего                       | Всего                                             |           | 100 %   |
|                             |                             |                             |                                                   |           |         |
| Действительных бюллетеней   | Действительных бюллетеней   | Действительных бюллетеней   | Действительных бюллетеней                         | 570 336   | 97,05 % |
| Бюллетеней в ящиках         | Бюллетеней в ящиках         | Бюллетеней в ящиках         | Бюллетеней в ящиках                               | 587 656   | 50,83 % |
| Явка                        | Явка                        | Явка                        | Явка                                              | 588 148   | 50,87 % |
| Общее число избирателей     | Общее число избирателей     | Общее число избирателей     | Общее число избирателей                           | 1 156 204 |         |

### 2002 год
| Место                       | Место                       | Кандидат                    | Партия                      | Голосов   | %       |
| --------------------------- | --------------------------- | --------------------------- | --------------------------- | --------- | ------- |
|                             | 1.                          | Василий Бочкарев            | Единая Россия               | 280 666   | 45,46 % |
|                             | 2.                          | Виктор Илюхин               | КПРФ                        | 252 787   | 40,94 % |
|                             | 3.                          | Владимир Куликов            |                             | 12 768    | 2,07 %  |
|                             | 4.                          | Александр Долганов          |                             | 8 217     | 1,33 %  |
|                             | 5.                          | Валерий Беспалов            |                             | 7 841     | 1,27 %  |
|                             | 6.                          | Владимир Сазанов            |                             | 2 619     | 0,42 %  |
| Против всех кандидатов      | Против всех кандидатов      | Против всех кандидатов      | Против всех кандидатов      | 36 878    | 5,97 %  |
| Недействительных бюллетеней | Недействительных бюллетеней | Недействительных бюллетеней | Недействительных бюллетеней | 15 678    | 2,54 %  |
| Всего                       | Всего                       | Всего                       | Всего                       |           | 100 %   |
|                             |                             |                             |                             |           |         |
| Действительных бюллетеней   | Действительных бюллетеней   | Действительных бюллетеней   | Действительных бюллетеней   | 601 776   | 97,46 % |
| Бюллетеней в ящиках         | Бюллетеней в ящиках         | Бюллетеней в ящиках         | Бюллетеней в ящиках         | 617 454   | 53,42 % |
| Явка                        | Явка                        | Явка                        | Явка                        | 617 895   | 53,46 % |
| Общее число избирателей     | Общее число избирателей     | Общее число избирателей     | Общее число избирателей     | 1 155 766 |         |

### 2005 год
В мае 2005 года региональным парламентом по представлению Президента России Василий Бочкарев был наделен полномочиями губернатора на новый пятилетний срок.

### 2010 год
В апреле 2010 года региональным парламентом по представлению Президента России Василий Бочкарев был наделен полномочиями губернатора на новый пятилетний срок.

### 2015 год
| Место                       | Место                       | Кандидат                    | Партия                      | Голосов   | %       |
| --------------------------- | --------------------------- | --------------------------- | --------------------------- | --------- | ------- |
|                             | 1.                          | Иван Белозерцев             | Единая Россия               | 588 265   | 86,04 % |
|                             | 2.                          | Владимир Симагин            | КПРФ                        | 52 955    | 7,75 %  |
|                             | 3.                          | Жиганша Туктаров            | ЛДПР                        | 19 553    | 2,86 %  |
|                             | 4.                          | Геннадий Ерошин             | Справедливая Россия         | 9251      | 1,35 %  |
|                             | 5.                          | Владимир Попков             | Родина                      | 6610      | 0,97 %  |
| Недействительных бюллетеней | Недействительных бюллетеней | Недействительных бюллетеней | Недействительных бюллетеней | 7064      | 1,03 %  |
| Всего                       | Всего                       | Всего                       | Всего                       | 683 698   | 100 %   |
|                             |                             |                             |                             |           |         |
| Действительных бюллетеней   | Действительных бюллетеней   | Действительных бюллетеней   | Действительных бюллетеней   | 676 634   | 98,24 % |
| Явка                        | Явка                        | Явка                        | Явка                        | 683 698   | 62,25 % |
| Общее число избирателей     | Общее число избирателей     | Общее число избирателей     | Общее число избирателей     | 1 098 361 |         |

### 2020 год
Выборы губернатора Пензенской области состоятся в Единый день голосования 13 сентября 2020 года.
| №                           | №  | Кандидат           | Партия              | Голосов | % |
| --------------------------- | -- | ------------------ | ------------------- | ------- | - |
|                             | 1. | Иван Белозерцев    | Единая Россия       |         |   |
|                             | 2. | Александр Васильев | ЛДПР                |         |   |
|                             | 3. | Анна Очкина        | Справедливая Россия |         |   |
|                             | 4. | Петр Чугай         | Партия пенсионеров  |         |   |
|                             | 5. | Олег Шаляпин       | КПРФ                |         |   |
| Недействительных бюллетеней |    |                    |                     |         |   |
| Всего                       |    |                    |                     |         |   |
|                             |    |                    |                     |         |   |
| Действительных бюллетеней   |    |                    |                     |         |   |
| Явка                        |    |                    |                     |         |   |
| Общее число избирателей     |    |                    |                     |         |   |

## Выборы в Законодательное собрание Пензенской области

### 2017 год
| Партия                     | Партия                     | по единому округу | по единому округу | по единому округу | по единому округу | по единому округу | по одно- мандатным округам | по одно- мандатным округам | всего | всего | всего   | всего   |
| Партия                     | Партия                     | Голоса            | %                 | +/-               | Мест              | +/-               | Мест                       | +/-                        | Мест  | +/-   | %       | +/-     |
| -------------------------- | -------------------------- | ----------------- | ----------------- | ----------------- | ----------------- | ----------------- | -------------------------- | -------------------------- | ----- | ----- | ------- | ------- |
|                            | «Единая Россия»            | 381 517           | 68,99 %           | ▼1,65 %           | 14                | ▼2                | 18                         | ▬ 0                        | 32    | ▼2    | 88,89 % | ▼5,56 % |
|                            | КПРФ                       | 72 653            | 13,14 %           | ▲0,62 %           | 2                 | ▬ 0               | 0                          | ▬ 0                        | 2     | ▬ 0   | 5,56 %  | ▬ 0 %   |
|                            | ЛДПР                       | 38 756            | 7,01 %            | ▲2,40 %           | 1                 | ▲1                | 0                          | ▬ 0                        | 1     | ▲1    | 2,78 %  | ▲2,78 % |
|                            | «Справедливая Россия»      | 30 222            | 5,46 %            | ▲2,59 %           | 1                 | ▲1                | 0                          | ▬ 0                        | 1     | ▲1    | 2,78 %  | ▲2,78 % |
|                            |                            |                   |                   |                   |                   |                   |                            |                            |       |       |         |         |
|                            | Партия пенсионеров России  | 7425              | 1,34 %            | ▼0,86 %           | 0                 | ▬ 0               |                            |                            | 0     | ▬ 0   | 0 %     | ▬ 0 %   |
|                            | «Зелёные»                  | 3836              | 0,69 %            | ▼0,20 %           | 0                 | ▬ 0               | 0                          | ▬ 0                        | 0 %   | ▬ 0 % |         |         |
|                            | Партия за справедливость!  | 3337              | 0,60 %            | —                 | 0                 | —                 | 0                          | —                          | 0 %   | —     |         |         |
|                            | «Родина»                   | 2395              | 0,43 %            | —                 | 0                 | —                 | 0                          | —                          | 0 %   | —     |         |         |
|                            | Партия социальной защиты   | 2217              | 0,40 %            | —                 | 0                 | —                 | 0                          | —                          | 0 %   | —     |         |         |
|                            | «Патриоты России»          | 1983              | 0,36 %            | —                 | 0                 | —                 | 0                          | —                          | 0 %   | —     |         |         |
|                            | Самовыдвижение             |                   |                   |                   |                   |                   | 0                          | ▬ 0                        | 0     | ▬ 0   | 0 %     | ▬ 0 %   |
| Действительные бюллетени   | Действительные бюллетени   | 544 341           | 98,43 %           | ▲0,31 %           |                   |                   |                            |                            |       |       |         |         |
| Недействительные бюллетени | Недействительные бюллетени | 8678              | 1,57 %            | ▼0,31 %           |                   |                   |                            |                            |       |       |         |         |
| Всего                      | Всего                      | 553 019           | 100 %             | —                 | 18                | ▬ 0               | 18                         | ▬ 0                        | 36    | ▬ 0   | 100 %   | —       |
|                            |                            |                   |                   |                   |                   |                   |                            |                            |       |       |         |         |
| Явка                       | Явка                       | 553 019           | 50,96 %           | ▲2,27 %           |                   |                   |                            |                            |       |       |         |         |
| Общее число избирателей    | Общее число избирателей    | 1 085 173         |                   |                   |                   |                   |                            |                            |       |       |         |         |